# مانويل لاتزاري
مانويل لاتزاري (بالإيطالية: Manuel Lazzari)‏ (29 نوفمبر 1993 - ) هو لاعب كرة قدم إيطالي في مركز الوسط.

## روابط خارجية
- مانويل لاتزاري على موقع الاتحاد الأوربي (الإنجليزية)
- مانويل لاتزاري على موقع إي إس بي إن إف سي (الإنجليزية)
- مانويل لاتزاري على موقع قاعدة بيانات كرة القدم.إي يو (الإنجليزية)
- مانويل لاتزاري على موقع ناشيونال فوتبول تيمز (الإنجليزية)
- مانويل لاتزاري على موقع Soccerbase.com (لاعب) (الإنجليزية)
- مانويل لاتزاري على موقع Soccerway.com (الإنجليزية)
- مانويل لاتزاري على موقع عالم كرة القدم.نت (الإنجليزية)